# Онондага

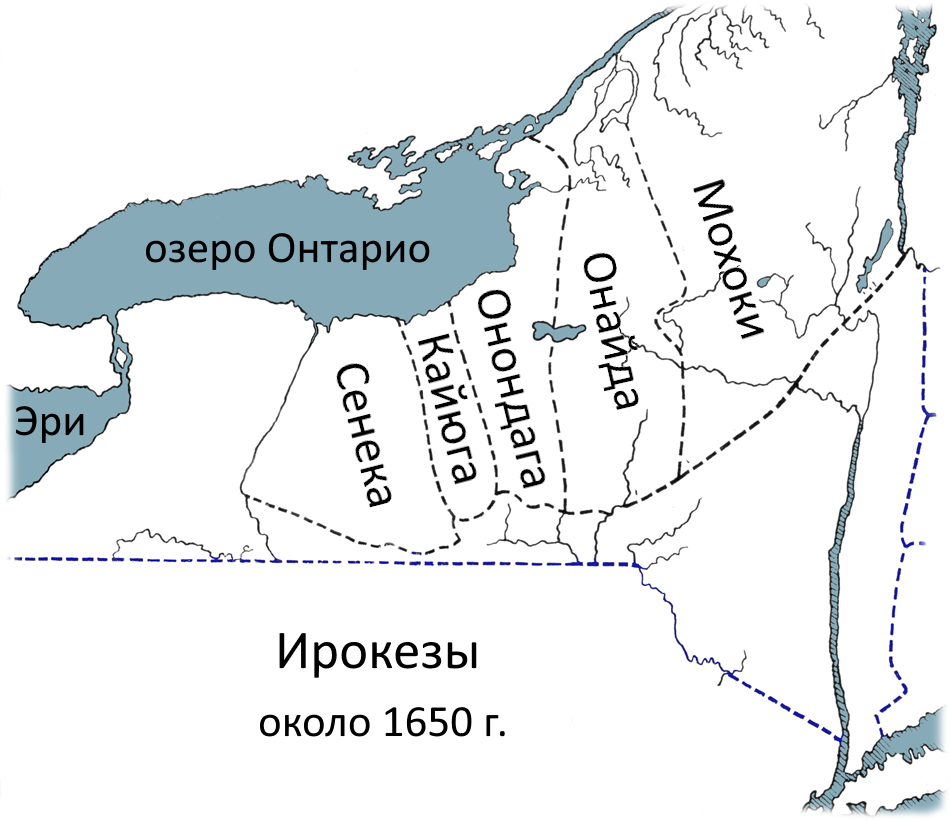
Традиционная территория онондага и других ирокезских племён к 1650 г.

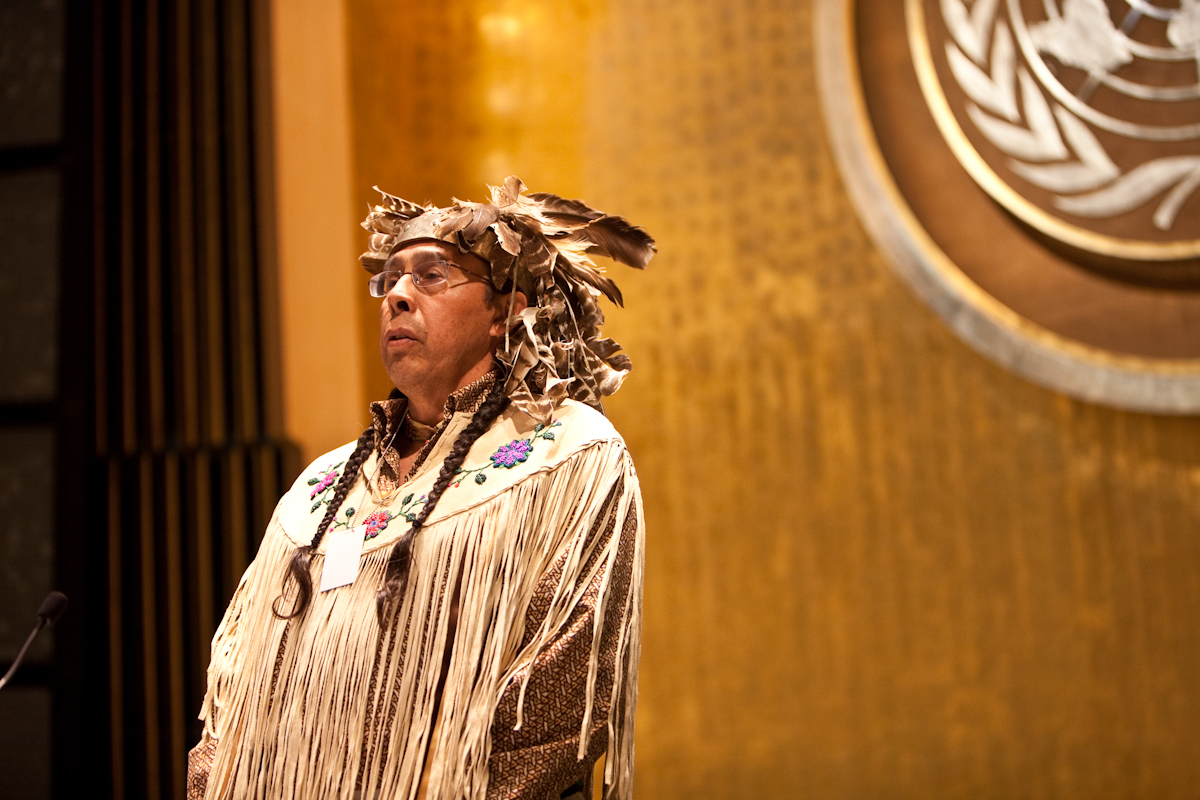
Вождь племени онондага Тодадахо Сид Хилл выступает на Форуме ООН

Ононда́га (англ. Onondaga) — племя североамериканских индейцев, входившее в союз Лиги ирокезов. Самоназвание — онунда’гэга, оnǫda’géga — «люди холмов».
Современный округ Онондага традиционно считается их родиной.

## История
В Лиге онондага исторически хранители огня и хранители вампума. Лига ирокезов первоначально состояла из пяти племён, которые были расселены на территории современного штата Нью-Йорк и в географическом отношении, с востока на запад, располагались в следующем порядке: мохоки, онайда, онондага, кайюга и сенека. В 1722 году в конфедерацию ирокезов было принято племя тускарора.
Племена конфедерации делились на старших братьев и младших братьев, онондага относились к первым. В Совете Лиги онондага имели 14 сахемов, кайюга — 10, мохоки и онайда — по 9, сенека — 8. Но на равноправие в Лиге это не сказывалось, так как необходимым условием для принятия решения являлось полное единогласие всех сахемов Совета Лиги. И если хоть один из сахемов любого племени конфедерации был против принятия какого-либо решения, оно не могло быть принято.
Во время Американской революции онондага хранили нейтралитет, хотя часть воинов присоединилась к набегам на американских поселенцев. Конгресс США оставил онондага участок земли в штате Нью-Йорк, поскольку официально они не принимали участия в военных действиях. Впоследствии на этих землях для них была образована резервация. Некоторые онондага с большей частью мохоков и сенека ушли в Канаду, где британское правительство обещало им пристанище.
Теперь онондага и их потомки проживают в штате Нью-Йорк и в канадской провинции Онтарио.